# Universumhuset
Universumhuset (en français maison Univers est un bâtiment localisé sur le campus de l'université d'Umeå, contenant la salle Aula Nordica (une salle de conférence de 1 000 places), les bureaux des associations étudiantes, une salle à manger, une cafétéria et des salles d'étude pour les groupes d'étudiants. Le bâtiment est la propriété de l'Akademiska Hus (appartenant à l'État). 
La première phase de construction est achevée en 1970. L'extension de l'auditorium est conçue par le bureau d'architectes Arkinova Arkitekter, et est réalisée en 1996-1997. En septembre 2006, le bâtiment ouvre de nouveau après rénovation majeure.